# Stylodactylus licinus
Stylodactylus licinus är en kräftdjursart som beskrevs av Fenner A. Chace 1983. Stylodactylus licinus ingår i släktet Stylodactylus och familjen Stylodactylidae. Inga underarter finns listade i Catalogue of Life.